# Moutabea gentryi
Moutabea gentryi är en jungfrulinsväxtart som beskrevs av T. Wendt. Moutabea gentryi ingår i släktet Moutabea och familjen jungfrulinsväxter. Inga underarter finns listade i Catalogue of Life.